# Ajab Prem Ki Ghazab Kahani
Ajab Prem Ki Ghazab Kahani è un film del 2009 diretto da Rajkumar Santoshi.

## Colonna sonora
1. K.K, Sunidhi Chauhan & Hard Kaur – Main Tera Dhadkan Teri – 4:33
2. Atif Aslam – Tu Jaane Na – 5:41
3. Mika & Sunidhi Chauhan – Oh By God – 4:58
4. Joi Barua, Alisha Chinai, Atif Aslam – Tera Hone Laga Hoon – 4:56
5. Neeraj Shreedhar, Suzzane D'Mello – Prem Ki Naiyya – 4:06
6. Javed Ali & JOJO – Aa Jao Meri Tamanna – 4:02
7. Hard Kaur – Follow Me – 2:52
8. Soham, Rana Mazumdar & Ashish Pandit – Tu Jaane Na - Reprise – 5:43
9. KK, Sunidhi Chauhan & Hard Kaur – Main Tera Dhadkan Teri - Remix – 5:04
10. Atif Aslam – Tu Jaane Na - Remix – 6:06
11. Neeraj Shreedhar & Suzanne D'Mello – Prem Ki Naiyya - Remix – 4:31
12. Joi Barua, Alisha Chinai, Atif Aslam – Tera Hone Laga Hoon - Remix – 4:46
13. Javed Ali & JOJO 	3:44 – Aa Jao Meri Tamanna - Remix
14. Kailash Kher, Paresh, Naresh – Tu Jaane Na - Unplugged Version – 5:33